# デイビッド・パーナス
デイビッド・ロージ・パーナス（パルナス、David Lorge Parnas、1941年2月10日 - ）は、オブジェクト指向の基礎となったモジュール設計の概念を生み出したソフトウェア工学の先駆者。また、精密なドキュメンテーションの支持者としても知られている。

## 経歴
カーネギーメロン大学で電気工学の博士号を取得。パーナスはカナダからプロの技術者として認定されており、これはソフトウェア設計者に関して初めての認定であった。カーネギーメロン大学で長年教授を務めた。他にも、ノースカロライナ大学チャペルヒル校（アメリカ合衆国）、ダルムシュタット工科大学（ドイツ）、ビクトリア大学 (カナダ)、クイーンズ大学 (カナダ)、マックマスター大学（カナダ）、リムリック大学（アイルランド）で教壇に立ったことがある。

### 受賞歴
- ACM 最優秀論文賞 （1979年）
- チューリッヒ工科大学から名誉学位を授与（1986年）
- 社会的責任を考えるコンピュータ専門家の会 (CPSR) からノーバート・ウィーナー賞 (1987年)
- ソフトウェア工学国際会議 最有力論文賞 （1991年と1995年の2回）
- ACMフェロー（1994年）
- ルーヴァン・カトリック大学から名誉博士号を授与（1996年）
- ACM SIGSOFT の優秀研究賞 （1998年）
- IEEE Computer Society 60周年記念賞（2007年）
- ルガーノ大学（英語版）から名誉学位を授与（2008年）
- ドイツコンピュータ学会（英語版）フェロー（2008年）[2]
- IEEEフェロー（2009年）

## 業績

### モジュール設計
モジュール設計について、彼はモジュール内の凝集度の高さとモジュール間の結合度の低さをモジュール性の高いソフトウェア設計の基礎であるとした。ただし、1972年のパーナスの論文 On The Criteria To Be Used in Decomposing Systems into Modules では情報隠蔽（Information Hiding）という用語でこれを説明しており、「凝集度」や「結合度」という用語は使っていない。

### 技術行動主義
パーナスは1980年代半ば、アメリカ合衆国の戦略防衛構想（スターウォーズ計画とも呼ばれる）に対して反対の立場を表明し、核攻撃を防ぐと保証できるような十分な品質のアプリケーションを書くことは不可能であると主張した。この活動が評価されて、1987年に社会的責任を考えるコンピュータ専門家の会 (CPSR) から最初のノーバート・ウィーナー賞を受賞した。彼はまたソフトウェア工学のプロ化の最前線で活動してきた。また、パーナスはソフトウェア工学における倫理についても積極的に活動している。

### 学術的評価手法についての立場
パーナスは、学術的生産性の格付けに出版された論文数を使うことに批判的な科学者のグループに参加していた。2007年11月の論文 Stop the Numbers Game で彼は、世界中で広く採用されている論文数に基づく学術評価システムが（論文数であっても引用数であっても）欠陥がある理由を詳しく述べ、それが科学を進歩させる代わりに知識の停滞をもたらしているとした。

## 語録
…フローチャートに基づいてシステムをモジュールに分解することは、多くの場合不正確である。代わりに私たちは、難しい設計上の判断や変更されそうな設計上の判断のリストから分割を始めることを提案する。各モジュールはそういった設計上の決定を他から隠蔽するよう設計される。

学生には最新テクノロジーよりも基本的考え方により多くの注意を払うようアドバイスするだろう。テクノロジーは彼らが卒業する前に最新ではなくなる。基本的考え方は決して古びない。しかし、これについて私が心配するのは、一部の人々がチューリング機械やゲーデルの定理を基本だと考えるだろうという点である。私もそれらが基本的だと思うが、それらは実用とはほとんど無関係である。私は基本的な設計原理、例えば構造化プログラミング原則、「オブジェクト指向」プログラミングにおけるよいアイデアなどがあると思う。

人工知能と知能の関係は、造花と花のような関係である。遠くから見ればよく似ているが、近くで詳細に見てみると全く違うものである。